# Einar Lönnberg
Axel Johan Einar Lönnberg, född 24 december 1865 i Norrköping, död 21 november 1942 i Stockholm, var en svensk zoolog och bland annat konstituerande ledamot av Naturskyddsföreningen.

## Biografi
Einar Lönnbergs far hade disputerat i botanik och Lönnberg kom att studera vid Uppsala universitet, där han blev filosofie kandidat 1887, filosofie magister 1890 och filosofie doktor 1891. 1892–1893 vistades han i Florida i USA och 1899 företog han en resa till Kaspiska havet. Han arbetade en kort period på ett av Göteborgs museer och blev 1904 utnämnd till chef för avdelningen för ryggradsdjur på Naturhistoriska riksmuseet i Stockholm och arbetade där fram till sin pension 1932–1933. Han invaldes som ledamot av Kungliga Vetenskapsakademien 1905.
Han grundade 1906 den biologiska tidskriften Fauna och Flora och var dess ansvarige utgivare till och med 1942.
Åren 1910–1911 företog han sig en resa till Afrika och 1919 blev han ledamot i Kungliga Vetenskaps- och Vitterhets-Samhället i Göteborg.
Einar Lönnberg är begravd på Solna kyrkogård.

## Naturskydd
Lönnberg var en stark förespråkare av naturskydd och han blev styrelseledamot i den nybildade Naturskyddsföreningen 1909. Han var bland annat var med att driva igenom nya lagar som skulle skydda Sveriges renar och fåglar och propagerade för skapandet av ett flertal nationalparker i Sverige, bland annat Abisko nationalpark  som inrättades 1910.

## Antarktisk labb
Lönnberg hedrades 1912 av ornitologen Gregory Mathews med att få ge namn åt en underart av antarktisk labb nämligen Stercorarius antarctica lonnbergi, som av vissa kategoriseras som den egna arten Stercorarius lonnbergi.